# Planeta vopic
Planeta vopic je studiové album hudební skupiny Alkehol z roku 2002.

## Seznam písní
1. Přidej se k nám
2. Budeme chlastat
3. Ty a já
4. Anděl strážnej
5. Piju jako duha
6. Až se vrátím
7. Nechtějte po mně
8. Planeta opic
9. S.O.S. já chci drink
10. Ďábel našeptával
11. Plný kapsy
12. Vodka, rum a zelená
13. Mám svý dny
14. Leckt mich am arsch
15. Tak jako